# Prosperous
Prosperous (An Chorrchoill en irlandais) est une ville du comté de Kildare, en Irlande.
La ville de Prosperous comptait 2 333 habitants en 2016. Son nom anglais lui a été donné par Sir Robert Brooke (en) au XVIIIe siècle.

## Toponymie
Le nom anglais de Prosperous a été donné lorsque la ville a été fondée à la fin du XVIIIe siècle par Sir Robert Brooke. Son nom irlandais vient du townland situé à l'est, Corrchoill ou an Chorrchoill (qui signifie "la forêt lisse"), anglicisé diversement comme Corr[y]hill[s], Curr[i ]hill[s] et Curryhills.
Une autre signification est "Le bois de la petite colline ronde", cela a un sens topographiquement car une petite colline se trouve immédiatement à l'est du village.